# Береніка IV
Береніка IV Епіфанея (77 до н. е. —55 до н. е.) — правляча цариця Єгипту у 58 до н. е.—55 до н. е..

## Життєпис
Походила з династії Птолемеїв. Донька Птолемея XII, царя Єгипту, та Клеопатри VI.
Про молоді роки відомо замало. У 58 до н. е., коли внаслідок інтриг її матері Клеопатри VI батько разом з іншою сестрою Клеопатрою VII вимушені були тікати на Родос, вона стає однією з співправительок держави. Вже у 57 до н. е. Береніка IV отруїла свою матір Клеопатру VI. Після цього правила самостійно.
Царицю змусили одружитися з Селевком VII з династії Селевкидів, проте Береніка IV наказала задушити свого чоловіка і продовжила самостійне правління. Але її знову змусили до шлюбу, тепер з Архелаєм, жерцем Комани (син Архелая, відомого військовика, або царя Мітридата VI).
У 55 до н. е. за домовленістю з Птолемеєм XII римляни на чолі із Авлом Габінієм вдерлися до Єгипту, перемогли армію Береніки та Архелая. Цариця потрапила у полон і за наказом батька була страчена.